# Menandre d'Efes
Menandre d'Efes (en llatí Menander, en grec antic Μένανδρος) fou un historiador grec nadiu d'Efes que va escriure les actes del reis entre els grecs i els bàrbars (τὰς ἐφ᾽ ἑκάστου τῶν Βασιλέων πράξεις παρὰ τοῖς Ἕλλησι καὶ Βαρβάροις γενομένας). No se sap l'època en què va viure.
Aquesta va ser la seva obra principal, basada en les cròniques originals dels seus respectius països. La font principal sobre aquest autor és Flavi Josep, que tant a La guerra dels jueus com a les Antiguitats judaiques cita fragments d'aquesta obra. La part més important conservada és la referida al rei Hiram I de Tir.
Menandre de Pèrgam, un historiador grec, que va escriure una història de Fenícia, és probablement la mateixa persona, ja que el fragment de l'obra citat per Climent d'Alexandria és molt similar a l'obra de Menandre d'Efes. No tant clara és la seva identificació amb un Menandre que va escriure una obra sobre Xipre, que es menciona a l'Etymologicum Magnum.